# Foresterie analogue

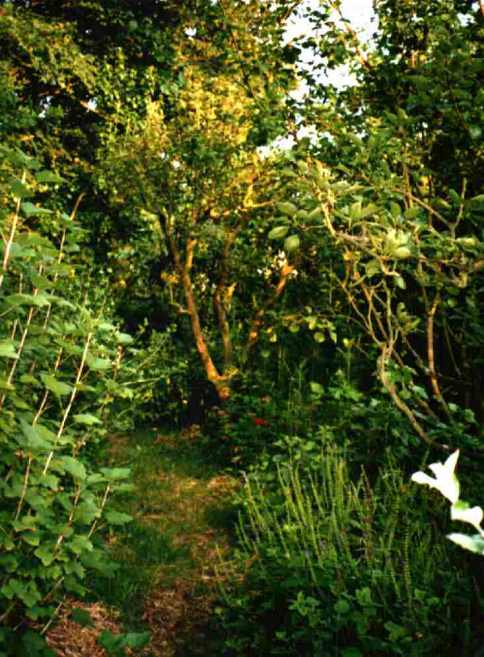
Exemple de jardin-forêt (conçu par Robert Hart dans le Shropshire au Royaume-Uni, sur le modèle des strates forestières, mais avec moins de hauteur pour les strates hautes).

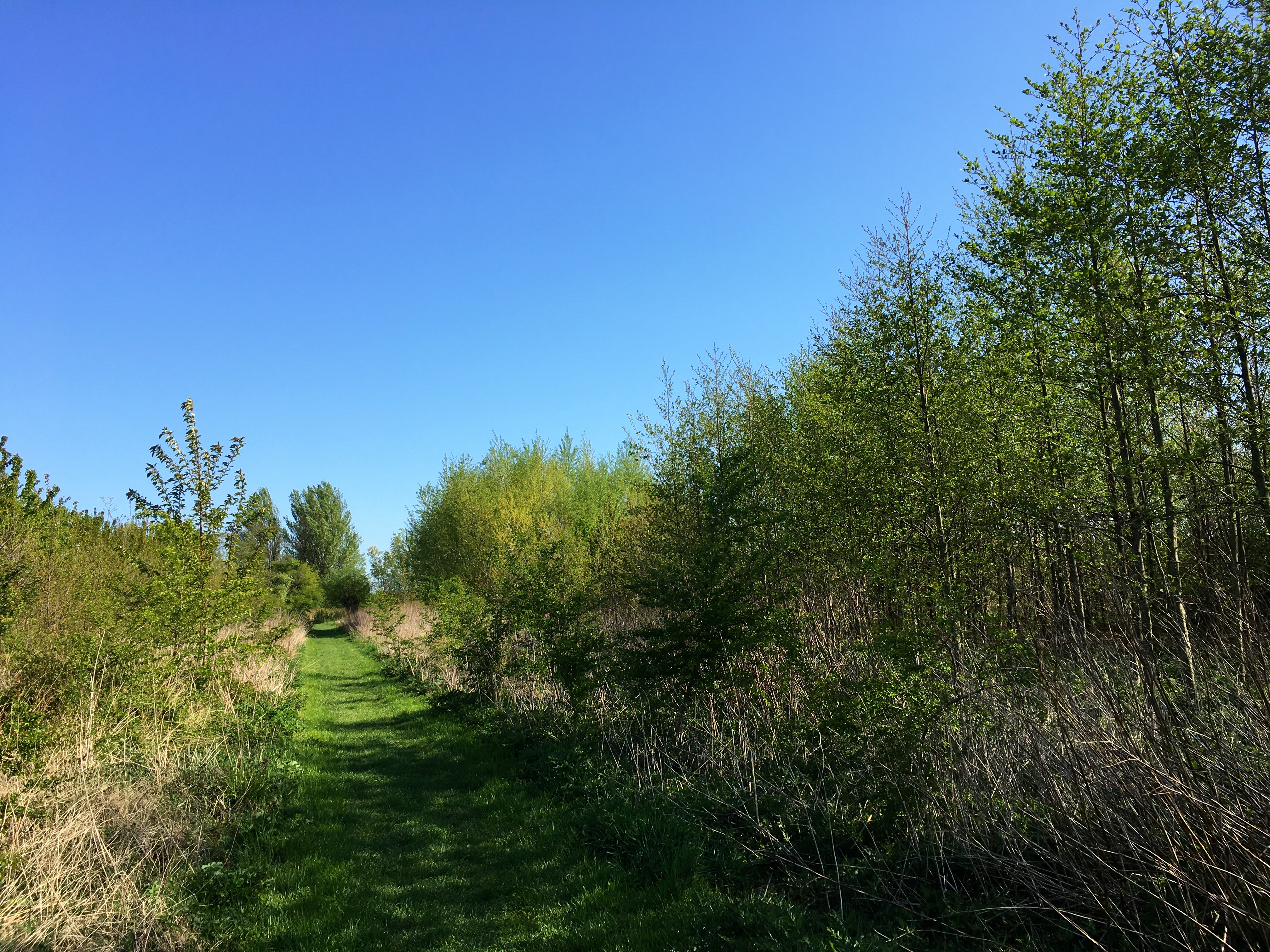
Exemple de forêt nourricière (Domaine de Tournai, dans le Parc Lingezegen de Bemmel (Lingewaard).

La foresterie analogue ou FA (Analog forestry ou AF pour les anglophones) est une approche associant la restauration d'écosystèmes (plus ou moins dégradés) à un objectif de production agrosylvicole (moyens durables de subsistance pour les communautés locales, en général),.
Cette approche est écosystémique, complexe et holistique. Elle cherche à restaurer, établir ou imiter des écosystèmes pour produire des agroécosystèmes durables, dominés par l'arbre dans tous les cas. Elle « imite les structures forestières naturelles et les fonctions écologiques connexes en mettant davantage l'accent sur les espèces à valeur socio-économique ».
La foresterie analogue (FA) constate que la forêt naturelle pousse sans engrais, sans entretien ni pesticides. La FA, en se basant sur des sciences telles que l'écologie du paysage et l'agroécologie, et sur ses propres retours d'expérience, considère que — à certaines conditions — reproduire le modèle du processus naturel de succession forestière (qui conduit à la formation forestière dite climacique), et s'inspirer du fonctionnement des services écosystémiques forestiers, tout en remplaçant une partie des espèces non-directement intéressantes pour l'humain par des espèces d'intérêt socio-commercial, permet d'établir un paysage et/ou un système de production durable. Ce dernier est caractérisé par un haut ratio de biodiversité par rapport à la biomasse.
Selon le Réseau International de Foresterie Analogue, la FA vise aussi à « renforcer les communautés rurales, tant socialement qu'économiquement, par l'utilisation d'espèces qui fournissent des produits commercialisables ».

## Étymologie, éléments complémentaires de définition
Comme le qualificatif « analogue » le rappelle, la foresterie analogue présente de fortes analogies avec les structures architecturales naturelles de la végétation potentielle, mais aussi avec les fonctions écologiques de la végétation climacique ou sub-climacique propre au lieu.

## Contextualiation
La période post-XIXe/XXe siècles est notamment caractérisée par une dégradation du patrimoine génétique végétal (en termes de biodiversité). La fragmentation écologique, la pollution de la biosphère et le réchauffement climatique s'aggravent ; la demande de terres agricoles et de produits forestiers grandit, alors même qu'une grande part des zones arables disponibles est déjà convertie en agriculture et parfois se désertifie, se salinise. Dans le même temps, les rendements de l'agriculture industrielle stagnent ou diminuent (en lien avec un tassement/érosion et un épuisement des sols, la constitution d'une semelle de labour…, une surexploitation des nappes phréatiques ou des eaux de surface, une pollution des sols, de l'eau, de l'air et des écosystèmes. La dépendance alimentaire vis-à-vis de quelques espèces animales (bœuf, porc et poulet notamment) et végétales de base (blé/maïs/pomme de terre notamment) d'aggrave, de même vis à vis des intrants (semences génétiquement très homogènes, engrais, pesticides, carburants, irrigation…). Cette situation rend les agriculteurs conventionnels toujours plus vulnérables aux pertes de récoltes causées par les sécheresses, inondations et/ou aux épidémies de ravageurs. Ils sont aussi soumis aux fluctuations des prix quand leurs rendements sont stables.
Dans ce contexte, la foresterie analogue (et notamment la forêt comestible), sont des alternatives (ré)émergentes visant à la fois la résilience et une moindre dépendance alimentaire.

## Méthode

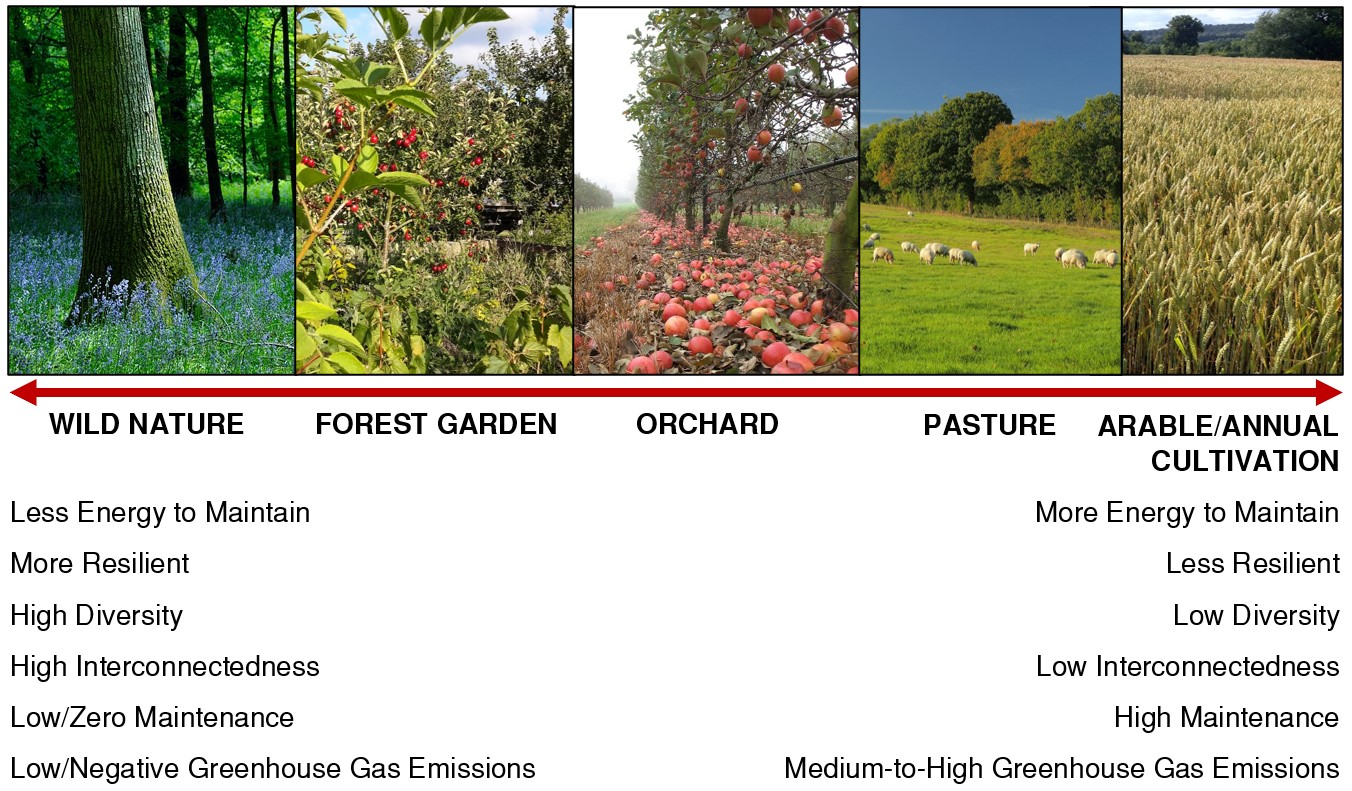
Plus on s'éloigne du modèle forestier naturel ou sub-naturel (à gauche), plus le travail de l'Homme est nécessaire, et plus les sols sont dégradés, et moins la résilience écologique existe.

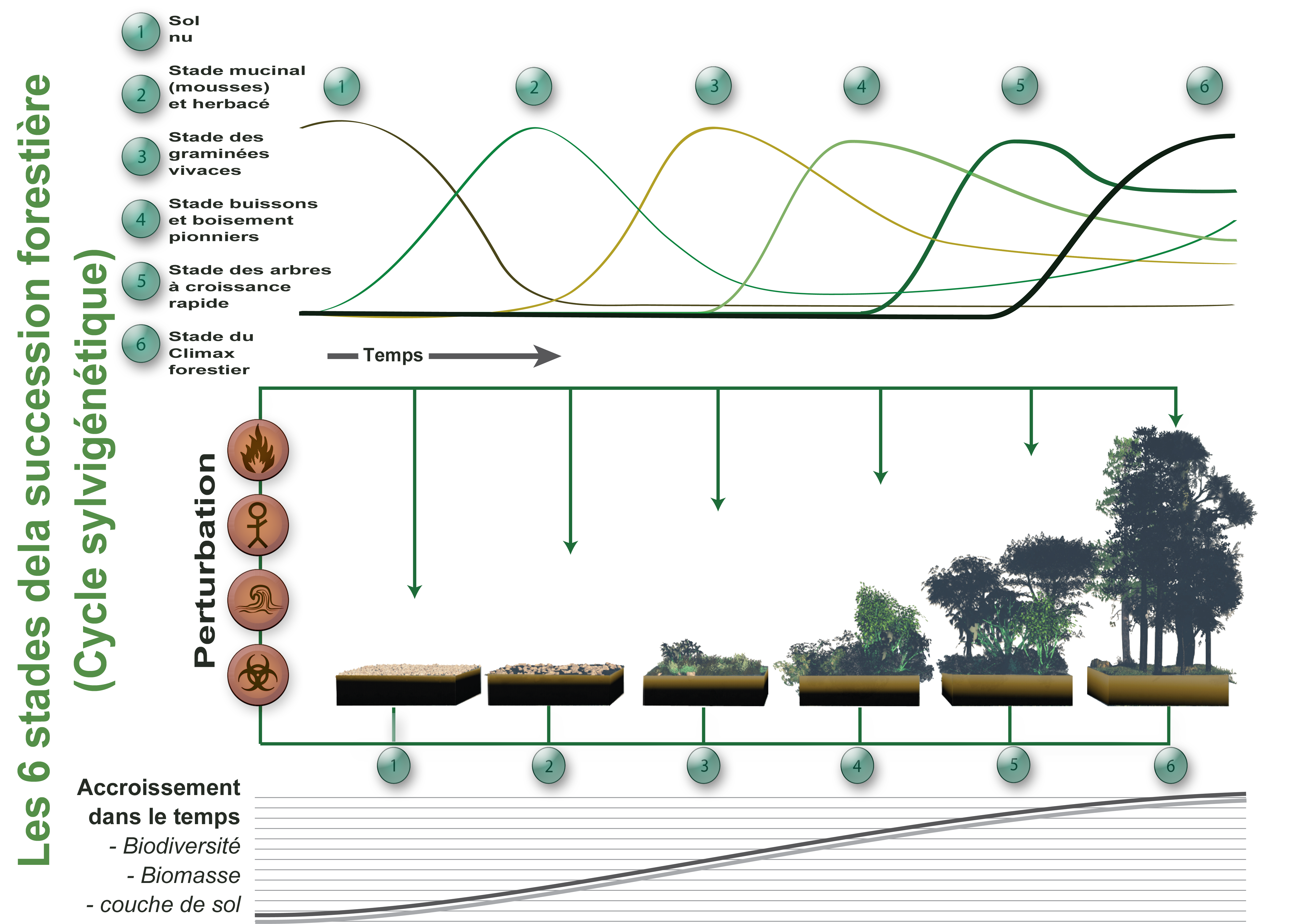
Six étapes du cycle sylvogénétique.
Après un certain temps survient une perturbation qui fait reprendre le « cycle » à son début (ou à un stade intermédiaire si la perturbation est peu importante).
Dans le bas de l'image est représentée l'accroissement de biomasse (sur pied et dans le sol, animale, végétale et fongique) de biodiversité et d'épaisseur de sol (qui a une importance en termes de puits de carbone). Au fur et à mesure de cette succession, les communautés végétales (et les communautés microbiennes, fongiques et animales qui leur sont associées évoluent) en se remplaçant les unes les autres. Les projets de « forêt comestible » basés sur la sylviculture analogue s'inspirent de ce cycle, mais en ciblant principalement des espèces d'intérêt alimentaire.

La foresterie analogue (FA) s'appuie sur une synthèse (encore en cours) des connaissances scientifiques agrosylvicoles, de permaculture et de savoirs et savoir-faire traditionnels, pour (re)créer « des paysages à la fois écologiquement stables et socio-économiquement productifs ».
La FA s'intéresse principalement aux valeurs instrumentales, parfois dites « utilitaire » (ou Valeur d'usage) de la biodiversité ; c'est-à-dire liée aux ressources et aux services fournis par la biodiversité aux sociétés humaines.
Elle s'intéresse aussi aux « valeurs d'option » de la biodiversité (usages potentiels futurs susceptibles de se développer avec la maturation du milieu). Elle cherche à optimiser le potentiel productif de la restauration écologique, plutôt qu'à maximiser la production d'une (mono) culture. Elle cherche à maximiser les services écosystémiques, dont en augmentant la masse volumétrique et la résilience des compartiments fongiques, bactériens, racinaires et photosynthétique de la parcelle en occupant les 3 dimensions au dessus du sol, et dans le sol.
Elle trouve ses modèles dans divers types traditionnels de foresterie (notamment de forêt-jardin/forêt comestible, modèles souvent géographiquement issus de la ceinture intertropicale), mais aussi dans l'étude de la dynamique de la « réussite forestière » naturelle.
La foresterie analogue postule que quand un écosystème est conçu pour être analogue à l'état culminant indigène, l'efficience et la dynamique des processus naturels seront aussi, dans une grande mesure, reproduits.
Le gestionnaire de ces forêts « presque-naturelles » (dites « forêts analogues ») cherche donc, à imiter et respecter au mieux les aspects structurels et fonctionnels des forêts autochtones en intégrant trois enjeux :
1. la succession écologique (sylvigenèse) ;
2. l'imitation de la forêt naturelle ;
3. l'Écologie du paysage (maillage écologique, connectivité aux corridors biologiques.

### Design
Des outils modernes comme le SIG (Système d'information géographique) permettent d'affiner le design des projets de foresterie analogue.

## Conditions de réussite
Comme la forêt spontanée, la forêt comestible analogue nécessite un minimum d'eau et un climat permettant une productivité suffisante de biomasse.

Selon le Réseau International de Foresterie Analogue, ce n'est que quand et si toutes les exigences écologiques du lieu sont satisfaites, que les valeurs écologiques et économiques des espèces présentes peuvent véritablement potentiellement s'exprimer.
L'approche doit être holistique ; l'agrosylviculteur tient compte des limites de propriétés familiales, privées ou communautaires, des axes de déplacements, des cours d'eau, etc. mais l'un des principes de la FA est : « Laissez-vous guider par les besoins du paysage », dont les limites territoriales sont souvent artificiellement fixées. Les courbes de niveau, la géologie et la position dans les bassins-versants président aux choix des types d'utilisation des sols (culture en zone ouverte, en lisière ou sous couvert d'arbres…) et de l'eau si elle est présente en quantité suffisante.
Lors de la conception d'un projet (s'il y a besoin de reboiser) le choix des essences d'arbres doit garantir que ces essences seront aussi une source de nourriture pour d'autres groupes d'organismes non abordés dans le plan de gestion.
Une reconnaissance similaire de la valeur de la structuration hiérarchique utilisant des sous-systèmes abiotiques, biotiques et culturels a fourni un cadre de planification pour les urbanistes et les développeurs d'écosystèmes urbains.

### Écologie du paysage, connectivité écopaysagère
Les configurations de FA cherchent toujours à valoriser, dans la mesure du possible, les fonctions écosystémiques (valeur de corridor biologique notamment, quand elle existe ou peut être améliorée). Pour cela, elles s'inscrivent dans la trame verte et bleue locale et régionale en tenant compte de la mosaïque des zones végétalisées (existantes ou à venir), sur le site mais aussi à sa périphérie, que ces zones soient forestières ou non.

Une petite parcelle isolée de la végétation naturelle périphérique a une biodiversité généralement plus faible ; la succession écologique vers la forêt climacique s'y fera d'autant plus difficilement qu'elle est éloignée, et depuis longtemps de zones de forêt naturelle. En effet, en raison de la fragmentation écopaysagère, les organismes « colonisateurs » de la forêt auront plus de difficulté à accéder à la parcelle et donc à l'enrichir. 
Au delà de sa parcelle, le gestionnaire s'intéresse donc au paysage pour y identifier corridors existants ou potentiels, susceptibles d'améliorer la résilience écologique de la parcelle, mais aussi du paysage dans son ensemble. Selon le Réseau International de Foresterie Analogue, la forêt analogue peut jouxter la forêt naturelle pour en profiter, mais pour aussi contribuer à accroitre la superficie totale de végétation arborée, ou « pour relier deux ou plusieurs fragments de forêt naturelle avec un corridor » (« offrant ainsi une plus grande portée aux plantes et aux animaux existants. Les corridors en AF facilitent le mouvement des espèces entre les parcelles et facilitent ainsi le flux de gènes et l'interaction des pools de gènes. Le but ultime de la foresterie analogue dans un paysage est de développer un réseau de parcelles de forêt naturelles et analogues pour renforcer la biodiversité et résilience du paysage ».

## Indigénat des espèces?
À la suite de l'explosion du nombre d'espèces devenues invasives après leur introduction, de nombreux écologues se montrent prudents quant à l'introduction d'espèces non indigènes (arbres ou autres), en particulier dans les jardins, mais selon le Réseau International de Foresterie Analogue, ce type de forêt peut, théoriquement, à la fois englober des espèces naturelles et exotiques, dans n'importe quelle proportion. C'est la contribution d'une espèce à la structure et à la fonction qui est, dans cette approche, le facteur déterminant son utilisation.
Des études récentes, faites dans d'autres cadres, ont montré qu'une haute biodiversité autochtone, le plus souvent, freine ou empêche des espèces introduites de devenir invasives (Sauf quand le milieu est perturbé, par de gros travaux par exemple ou par le passage d'engins qui deviennent des disperser de propagules, la biodiversité en place est elle-même un frein ou un obstacle à l'invasion du milieu par une espèce introduite).

## Histoire
Les bases théoriques propres à cette approche ont été initiées en 1975\1978 à San Diego, et au Guatemala. Le modèle initial était celui du jardin familial agrosylvicole traditionnel des zones tropicales (exemple : jardin familial traditionnel vietnamien, composé de plusieurs espèces organisées avec une strate arborée, une strate arbustive, des plantes annuelles, des épiphytes et des plantes grimpantes).
Après avoir été théorisé, la foresterie analogue a été mis en œuvre pour la première fois par le Centre de recherche sur la néosynthèse et Rainforest Rescue International au Sri Lanka (vers 1981, par Ranil Senanayake, comme outil de restauration de sols tropicaux prairiaux très dégradés, et comme alternative aux monocultures de pins (Pinus) et d'Eucalyptus qui se développaient (cette expérience se poursuit depuis le début des années 1990).
Divers modèles ont pu être déclinés et affinés au Guatemala, aux Philippines et au Vietnam, dont par Counterpart international et par FURARE en Equateur, ou encore testés en Inde, aux Philippines, en Australie, au Pérou, en Équateur, en Colombie, au Brésil, au Costa Rica, en République dominicaine, au Kenya…
Cette méthode a notamment été utilisée par des producteurs amérindiens (ethnie satéré-mawé) pour générer des compléments de revenus grâce à des cultures extensives de guarana (Paullinia cupana, une liane de l'Amazonie brésilienne produisant des baies rouges riches en caféine, dénommée warana ( essence de la raison) ou Waraná (cultivé « généralement sur des abattis d'un quart à une moitié d'hectares »), avec le label international « foresterie analogue »,. Ce principe a aussi été testé avec succès dans une mangrove (au nord-est du Honduras.
En 2021, le Réseau forestier analogue international (ou IAFN pour International Analog Forestry Network) est basé au Costa Rica.

## En zone tempérée
La sylviculture analogue a été créée et principalement utilisée en zone tropicale ou subtropicale, mais elle peut aussi être utilisée en zone tempérée.
La conception du système s'attache alors à imiter la structure architecturale et la fonction écologique de la végétation climacique préexistante de la région du projet. Ainsi, cette méthode a pu être utilisée avec succès (par le Falls Brook Centre) dans la forêt acadienne maritime du Canada.

### Productions
Dans tous les cas, le projet peut être conçu pour fournir des avantages à la fois économiques, sociaux et environnementaux.
Fabrice Desjours cite comme exemples de produits forestiers non ligneux (autres que le bois d'œuvre ou de feux, les piquets et tuteurs) : noix, noisettes, pacanes et autres oléagineux, graines, fruits, légumes et légumes-feuilles, plantes médicinales, cire, miel, pollen et propolis, épices (ex. : Poivre du Sitchouan, Cannelle de Magellan. Parmi les produits non alimentaires figurent des liens, du papier, de la vannerie, de la sève et du sirop de sève, le BRF, de la paille, du foin et d'autres des fourrages ou matériaux pour paillage ou litières animales, le bois mort, des plantes tinctoriales. Parmi les services offerts figurent des espaces de bien-être, de quiétude, de plaisir visuel, etc..

## Les espèces indigènes sauvages(non-cultivées)
La foresterie analogue cherche toujours leur inclusion dès la conception du projet et tout au long de sa vie.

## Cycle et puits de carbone
Comme la foresterie analogue exige intrinsèquement d'inclure des espèces d'arbres à longue durée de vie dans la conception, elle a une capacité de stockage de carbone plus longue que la plantation forestière.

## Enjeux écologiques, résiliences agro-écologique et socio-économique
La sylviculture analogue (S.A) vise à produire des valeurs très élevées de biomasse photosynthétique, via des systèmes rendus plus résilient face aux aléas et aux stress environnementaux (canicules, inondations, feux, épidémies, attaques de ravageurs…), en incluant toutes les formes de croissance occupant naturellement l'espace tridimensionnel d'une forêt indigène mûre. Les dégâts de ravageurs sont limités dans les jardins forestiers diversifiés, car ils contiennent les guildes naturelles de prédateurs des ravageurs  Ces ravageurs ne sont en outre pas ici favorisés par l'homogénéité des agrosystèmes industriels ou des monocultures.
Selon ses promoteurs, en incluant ainsi de nombreuses espèces de cultures dans une zone, la foresterie analogue augmente la résilience de l'agroécosystème, tout en diminuant le risque d'un échec commercial (tel qu'il se manifesterait dans une monoculture à la suite d'un même stress environnemental).
Selon Daugeard et ses collaborateurs en 2017, la diffusion dans le monde du concept de Foresterie analogue auprès des agriculteurs, éleveurs et aménageurs du territoire pourrait aussi contribuer à la lutte contre la déforestation. Il est en outre très compatible avec l'écotourisme.
La forêt naturelle n'a besoin ni d'amendements, ni d'engrais, ni d'être plantée, arrosée, entretenue, et il est notable que les forêts équatoriales et tropicales, qui sont aussi les plus riches en biodiversité, poussent presque toutes sur des sols « extrêmement peu fertiles ». L'écosystème forestier contient tout ce qu'il faut pour s'auto-entretenir.
La foresterie analogue vise - grâce à une fertilité auto-entretenue, telle qu'on la trouve dans une forêt - à réduire voire à supprimer le besoin d'engrais et de pesticides, à restaurer et conserver le sol et sa réserve en eau, notamment « pour protéger les bassins versants qui sont vitaux pour les environnements anthropiques et non anthropiques ». La foresterie analogue imite les structures forestières naturelles et leurs fonctions écologiques connexes, mais « en mettant davantage l'accent sur les espèces à valeur socio-économique ».

## Système de certification
Forest Garden Products est le nom du système de certification (écocertification) créé pour commercialiser des produits issus de la foresterie analogue. Il est reconnu par l'Union européenne.

#### Guides
- (en) Analog Forestry: A Practitioner’s Guide ; International Analog Forestry Network, San José, Costa Rica, 58 p.

#### Articles
- Bastien Beaufort, « La foresterie analogue : une réponse aux enjeux de développement du 21ème siècle », HAL,‎ 9 juillet 2019 (lire en ligne, consulté le 26 juin 2021).
- Senanayake R (1987). La foresterie analogue comme outil de conservation, Tiger paper, vol. XIV, no 2, p. 25-29, FAO, Bangkok
- (en) R. Senanayake et Jack J. John, Analog Forestry: An Introduction, Monash University Publications. Monash Univ.Clayton, Vic. Australia, 1998 (ISBN 978-0909685584, lire en ligne).